# Urviș de Beiuș
Urviș de Beiuș – wieś w Rumunii, w okręgu Bihor, w gminie Șoimi. W 2011 roku liczyła 611 mieszkańców.